# P.F. Thomése

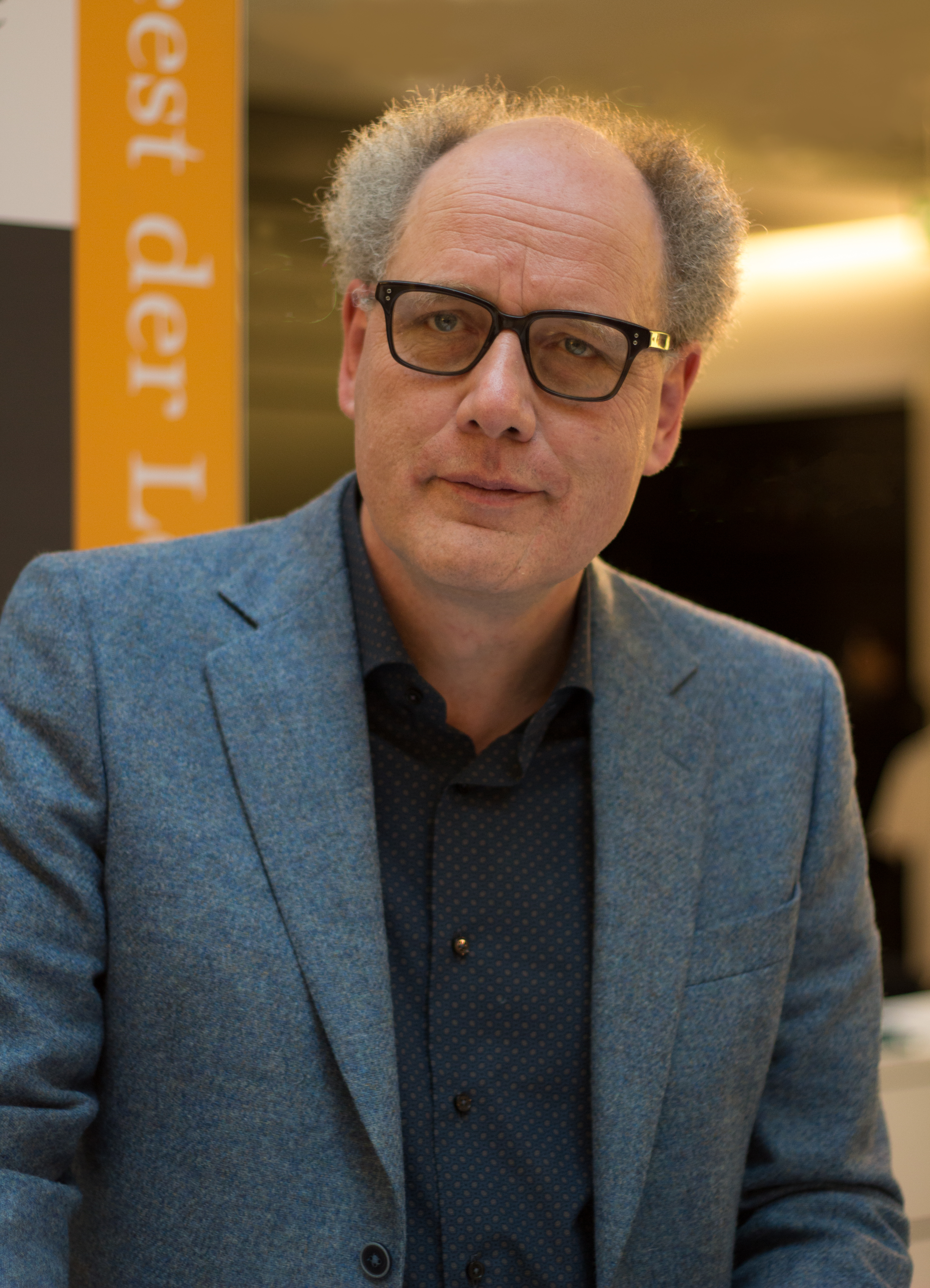
P.F. Thomése, 2015

P.F. Thomése, eigentlich Pieter Frans Thomése, (* 23. Januar 1958 in Doetinchem) ist ein niederländischer Schriftsteller und Redakteur.

## Biografie
Thomése war von 1979 bis 1984 Redakteur für das Tagesblatt in Eindhoven (Eindhovens Dagblad). Von 1984 an führte er sein Geschichtsstudium an der Universität Amsterdam für drei Jahre fort, ohne es aber zu beenden. Danach schrieb er für die niederländische Wochenzeitung De Tijd (Die Zeit) und arbeitete gleichzeitig für das NRC Handelsblad und verschiedene regionale Zeitungen. Thomése war von 1998 bis 2001 Redakteur der Zeitschrift De Revisor. Der Autor lebt heute in Haarlem.
Thomése debütierte als Schriftsteller im Jahr 1986 mit einer Erzählung, die in der Literaturzeitschrift De Revisor veröffentlicht wurde. Im Jahr 1990 kam sein erster Erzählband unter dem Titel Zuidland heraus. Sein erster Roman Vladiwostok! über den Politikbetrieb in Den Haag und die Medien erschien 2007.
Thomése erhielt mehrere Literaturpreise, darunter den Fintro Literatuurprijs, den Max Pam Award und den AKO Literatuurprijs. Sein Werk ist in über zwanzig Sprachen übersetzt.

## Bibliografie

### Romane
- Heldenjaren. Queridos Verlag 1994, ISBN 90-214-8396-3.
- Het zesde bedrijf. Verlag Atlas-Contact, 1999, ISBN 90-467-0584-6.
- Izak. Verlag Atlas-Contact, 2005, ISBN 90-254-4520-9.
- Vladiwostok! Verlag Atlas-Contact, 2007, ISBN 978-90-467-0460-8.[3]
- J. Kessels: The Novel. Verlag Atlas-Contact, 2009, ISBN 978-90-254-4680-2.
- De weldoener. Verlag Atlas-Contact, 2010, ISBN 978-90-254-3776-3.
- De onderwaterzwemmer. Verlag Atlas-Contact, 2015, ISBN 978-90-254-4431-0.[4]
- De weldoener. Verlag Atlas-Contact, 2015, ISBN 978-90-254-4662-8.

### Erzählungen und Novellen
- Zuidland. 1990, ISBN 90-254-2706-5.
- Deep South & Far West. 1991.
- Haagse liefde & De vieze engel. Verlag Atlas-Contact, 1996, ISBN 90-254-1998-4.
- Greatest hits. 2001.
- Schaduwkind. Verlag Atlas-Contact, 2003, ISBN 90-254-4664-7.[5]
- Nergensman. Autobiografieën. Verlag Atlas-Contact, 2008, ISBN 978-90-254-2617-0.
- Grillroom Jeruzalem. Verlag Atlas-Contact, 2011, ISBN 978-90-254-3681-0.
- Het bamischandaal. Verlag Atlas-Contact, 2012, ISBN 978-90-254-4308-5.
- Eerder thuis dan townes. Verlag Bruna B.V., 2013, ISBN 978-90-8516-124-0.

### Essays
- Verzameld nachtwerk. Verlag Atlas-Contact, 2016, ISBN 978-90-254-4777-9.
- Het raadsel der verstaanbaarheid, over de kunst van het authentieke. 2011.
- De werkelijkheidsverbeteraar. 2014.
- Laika. Libretto. 2014. (Nationaloper und Holland-Festival. Musik: Martijn Padding, Regie: Aernout Mik)

### Bücher in deutscher Übersetzung
- Die unbeständige Ordnung. Oldenburg 2006, ISBN 3-8142-1164-2.
- Heldenjahre. Berliner Taschenbuch-Verlag 2006, ISBN 3-8333-0366-2.
- Izak. Berliner Taschenbuch-Verlag 2006, ISBN 3-8270-0653-8.
- Schattenkind. Berliner Taschenbuch-Verlag 2006, ISBN 3-8333-0343-3.
- Zuidland. Berliner Taschenbuch-Verlag 2005, ISBN 3-8333-0159-7.
- Der sechste Akt. Leipzig : Kiepenheuer 1999, ISBN 3-378-00620-X.

## Auszeichnungen
- 1991 – AKO Literatuurprijs für Zuidland
- 2003 – Max Pam Award für Schaduwkind
- 2010 – Esta Luisterboek Award für J.Kessels: The Novel
- 2012 – Bob den Uyl-prijs für Grillroom Jeruzalem
- 2016 – Fintro Literatuurprijs – Preis der Leserjury für De Onderwaterzwemmer

### Nominierungen
- 2003 – NS Publieksprijs für Schaduwkind
- 2003 – Libris-Literaturpreis (Longlist) für Schaduwkind
- 2007 – AKO Literatuurprijs für Vladiwostok!
- 2007 – Gouden Uil für Vladiwostok!
- 2009 – Gouden Uil für Nergensman. Autobiografieën